# BR-386
Pour les articles homonymes, voir Route 386.

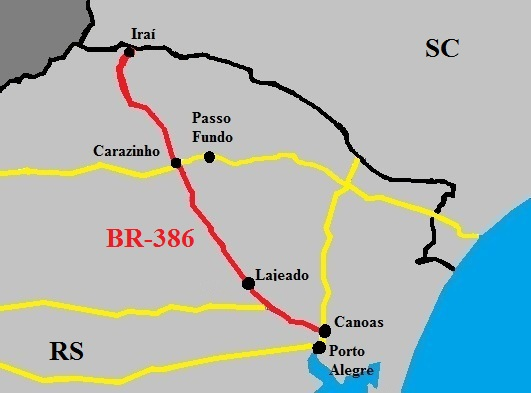
Tracé de la BR-386

La BR-386 est une route fédérale diagonale brésilienne qui relie Iporã do Oeste, dans l'État de Santa Catarina, à Canoas, dans l'État du Rio Grande do Sul. La route est sous concession privée entre Sarandi et Tabaí et, de ce fait, soumise à péage. Son tronçon entre Mondaí (Santa Catarina) et la limite avec le Rio Grande do Sul, sur le rio Uruguai, n'est pas construit ou en cours.

## Parcours
- Mondaí (Santa Catarina)
- Caibi
- Palmitos
- Iraí (Rio Grande do Sul)
- Frederico Westphalen
- Taquaruçu do Sul
- Seberi
- Boa Vista das Missões
- Palmeira das Missões
- Novo Barreiro
- Barra Funda
- Sarandi
- Carazinho
- Santo Antônio do Planalto
- Victor Graeff
- Ibirapuitã
- Mormaço
- Soledade
- Fontoura Xavier
- São José do Herval
- Pouso Novo
- Marques de Souza
- Lajeado
- Estrela
- Fazenda Vilanova
- Tabaí
- Triunfo
- Nova Santa Rita
- Canoas

Elle est longue de 531,700 km (y compris les tronçons non construits).

## Galerie

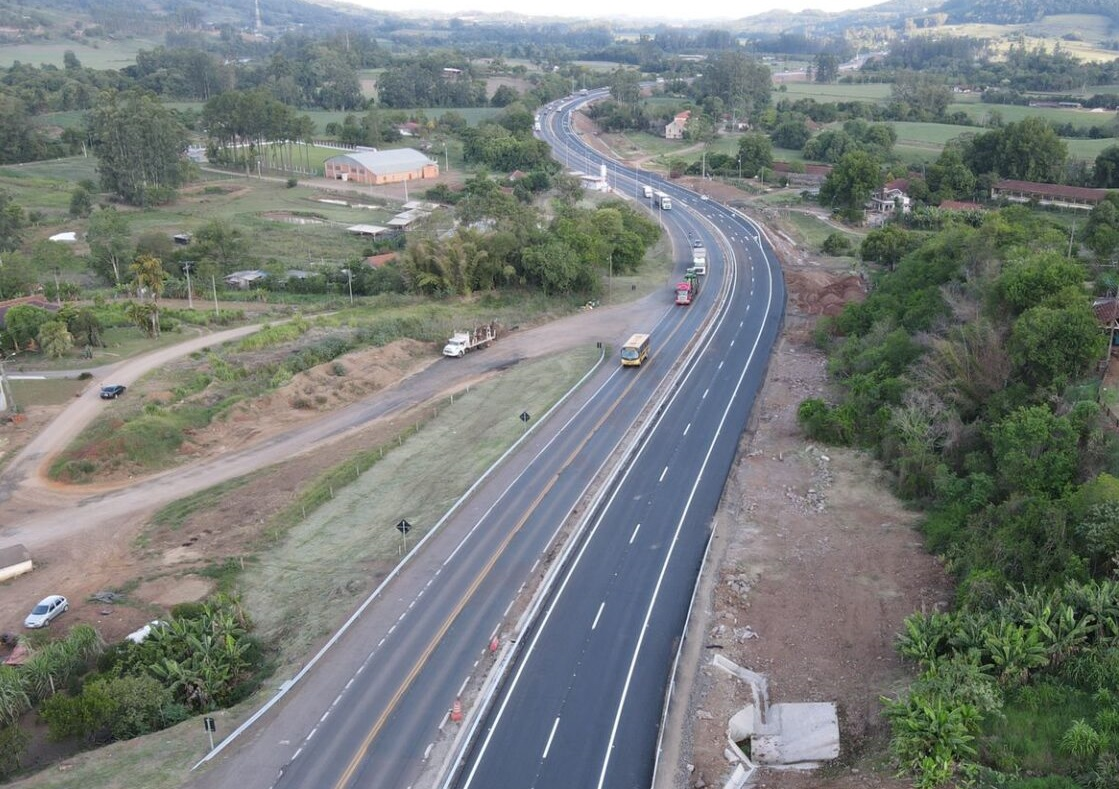
BR-386 à Lajeado